# Guatteria elegantissima
Guatteria elegantissima är en kirimojaväxtart som beskrevs av Robert Elias Fries. Guatteria elegantissima ingår i släktet Guatteria och familjen kirimojaväxter. Inga underarter finns listade i Catalogue of Life.